# Петрик Артем Миколайович
Петрик Артем — український історик та письменник, кандидат історичних наук, старший науковий співробітник Інституту історії та археології Балтійського регіону Клайпедського університету (Литовська Республіка), спеціаліст з історії Балтійських країн, представник української історичної литуаністики, член Союзу Литовських Науковців.

## Життєпис
Народився у місті Херсон. Належить до першого покоління народжених в Україні у своїй родині. За батьківською лінією предки походять з Люблінщини, декілька століть незмінно жили у населеному пункті Біща (сучасна гміна Біща Білгорайського повіту Люблінського воєводства, Республіка Польща). За материнською лінією має литовське коріння.
Навчався у херсонській загальноосвітній школі № 27. Випускник Херсонського академічного ліцею при Херсонському державному університеті (за профілем: право, історія, філософія). Закінчив Херсонський державний університет (спеціальність: історія, Інститут психології, історії та соціології), згодом навчався у аспірантурі того ж університету за спеціальністю історіографія, джерелознавство та спеціальні історичні дисципліни.
Педагогічну діяльність починав у 19-річному віці, як вчитель у Херсонській загальноосвітній школі № 34. Пізніше, у різний час, працював як асистент, викладач, старший викладач, доцент загальноуніверситетської кафедри філософії та соціально-гуманітарних наук ХДУ.
З 2019 р. працює у наукових підрозділах Клайпедського університету. 2019—2021 рр.- науковий співробітник Інституту історії та археології Балтійського регіону, з 2021 р. і по нинішній момент — старший науковий співробітник тієї ж науково-дослідної установи.

## Наукова діяльність
Сферою зацікавлень раннього, студентського періоду були локальні конфлікти пострадянського простору, визвольна боротьба народів Північного Кавказу проти російського імперіалізму. Перша наукова публікація молодого ученого була присвячена мюридському руху ХІХ ст. та особистості імама Шаміля. Тематика українських визвольних змагань відобразилася у тривалому дослідженні інтелектуального шляху Андрія Яковліва. Кінцевим результатом дослідницької роботи став захист дисертації та здобуття ступеня кандидата історичних наук (2016).
Основним напрямом наукової розробки ученого та популяризаційної діяльності являється історія Литви та інших країн Балтії у ХХ ст. У 2018—2020 рр. світ побачили книги «Світло та тіні Першої республіки: Литовська держава у 1918—1940 рр.» та її розширене перевидання, синтетична наукова праця «Епоха великих надій: нариси історії міжвоєнної Литви (1918—1940)». Праця стала першим у литуаністиці дослідженням історії міжвоєнної Литовської держави, написаним українською мовою та створеним українським науковцем. Книги були широко представлені у рамках презентаційних турне Україною (зокрема у програмі «Львівського форуму видавців 2018») та Литвою (у тому числі, серед видань року «ХХ Вільнюського книжкового ярмарку 2019»), відзначені керівництвом Литовської держави, перемогами і участю у національних українських конкурсах. Проект видання «Епохи великих надій: нариси історії міжвоєнної Литви (1918—1940)» реалізовувався видавництвами України, Латвії та Польщі, що входять до міжнародної видавничої спілки Marszałek publishing group.
Артем Петрик був засновником і керівником першого в Україні Центру дослідження історії Литви, що діяв у 2019—2021 рр. при Херсонському державному університеті у колаборації з Клайпедським університетом.
Серед своїх наукових вчителів та взірців Артем Петрик називає сучасного українського історика-литуаніста, фахівця з історії Великого князівства Литовського Бориса Черкаса та провідних литовських вчених — Вітаутаса Йокубаускаса, Сільву Поцітє та Вігантаса Варейкіса.
Артем Петрик входить до групи вчених дослідницького напрямку «Трансформації суспільств у контактних зонах» Інституту історії та археології Балтійського регіону (КУ). Разом із литовськими науковцями Сільвою Поцітє, Йолантою Скордаускіенє, Маріусом Щавінскасом, Нійолє Стракаускайтє, Ернестасом Васіляускасом та Вацісом Вайвадою.

## Відзнаки і премії за наукову діяльність
- Подяка Президента Литовської Республіки (2020)[13]
- Подяка Посольства Литовської Республіки в Україні (2017)
- Регіональні подяки обласних, міських адміністрацій, установ та освітніх закладів
- Лауреат всеукраїнського конкурсу «Молодий вчений року» 2020 (організатор: Рада молодих учених при Міністерстві освіти і науки України). Перемога у номінації «Наукова та науково-популярна книга». За книгу «Епоха великих надій: нариси історії міжвоєнної Литви (1918—1940)»[14]
- Лауреат ХХІІ Всеукраїнської виставки-форуму «Українська книга на Одещині» (Організатори: Міністерство культури та інформаційної політики України, Одеська національна наукова бібліотека, Українська асоціація видавців та книгорозповсюджувачів, Книжкова палата ім. Івана Федорова). Переможець конкурсу «Краща книга виставки-форуму» у номінації «Літературно-публіцистичне видання». За книгу «Епоха великих надій: нариси історії міжвоєнної Литви (1918—1940)»[15][16]
- Лауреат премії «Людина року 2021», у номінації «Подія року, прем'єра року» (за версією журналу «Best in Kherson»). За наукові дослідження у сфері історії Литви та книгу «Епоха великих надій: нариси історії міжвоєнної Литви (1918—1940)»

## Літературна діяльність
У період березня-листопада 2022 р. Артем Петрик перебував на окупованій російськими інтервентами території правобережної Херсонщини. Невдовзі після визволення Херсона збройними силами України (11 листопада 2022) була завершена робота над збіркою оповідань «Сни про Херсон» (2023). Книга написана на основі досвіду перебування в окупації, власного та інших жителів міста Херсона, сповнена філософських роздумів, містицизму та спостережень за дійсністю народженою найбільшою континентальною війною у Європі з 1945 року.
«Сни про Херсон» були широко представлені у презентаційних заходах Україною та за її межами, в тому числі, книга була розміщена на Українському стенді Вільнюського книжкового ярмарку 2023. У червні 2023 р. українським драматургом та режисером Ахтемом Сеітаблаєвим, за мотивами твору, була поставлена театральна вистава «Листи без відповіді».
Херсонська тема, частково, знайшла продовдженя у наступному творі Артема Петрика. Однак, книга «Його звуть Падре» все ж про інше. Це історія особистості на фоні величної і трагічної епохи. Прототипом головного героя став знаний український релігійний та громадський діяч, офіцер української армії капелан отець Сергій Дмитрієв, відомий за своїм позивним «Падре». Книга увійшла до списку «Лідерів літа» у номінації «Обрії» Всеукраїнського рейтингу «Книжка року 2023».

## Інші факти
Тривалий час Артем Петрик співпрацює з українською діаспорою у Литві, зокрема «Українським домом» у місті Вільнюс. Вчений регулярно публікується у литовських та українських виданнях зі статтями суспільно-політичного та історичного характеру. З 2022 р. він являється спеціальним кореспондентом каналу Laisvas Ukrainos Kanalas. Також активно співпрацює зі ЗМІ країн, що входять до Європейської спілки радіомовлення і телебачення (European Broadcasting Union, EBU).
У 2023 році, в рамках розслідування EBU щодо задіяння російської пропаганди на окупованих територіях України, вийшло дослідження Артема Петрика присвячене основним пропагандистським наративам російської пропаганди та їхньому спростуванню. Робота було опублікована за тематичними частинами у онлайн-виданнях України та Литви. Зокрема перша частина стосується держав Балтії, друга — фейкам Росії про саму себе, третя — спростуванню фейків стосовно України. Ще одна публікація, на прикладі одного календарного року, розвінчала міф про непереможність російської/радянської армії. Мова йшла про три поразки радянської Росії від армій держав Балтії у 1920 році.
Протягом декількох років представляв інтереси Клайпедського університету у рамках реалізації освітньої програми «Східного партнерства». Був її головним координатором та одним з організаторів в Україні. За цей час десятки українських дітей з родин військовослужбовців ЗСУ, ветеранів війни, талановитої молоді з сімей, що опинилися у складних життєвих обставинах, отримали можливість грантового навчання та професійної реалізації у точному та гуманітарному напрямках. Проект реалізовувався у співпраці Клайпедського університету та великого литовського суднобудівного бізнесу.
Довгий час займався спортом. Вихованець херсонської школи силового триборства. Перший тренер — Юрій Ярославцев. Призер першостей України та регіональних змагань за різними версіями пауерліфтингу. Тренувався, у різний час, під керівництвом наставників — заслуженого тренера України Олександра Плевако та Анатолія Шишкевича.

## Деякі праці з проблематики балтійських досліджень

### Книги
- Петрик, А., Епоха великих надій: нариси історії міжвоєнної Литви(1918—1940). Одеса-Рига-Торунь: Видавничий дім «Гельветика», Izdevniecība"Baltija Publishing", Wydawnictwo Adam Marszałek, 2020.- 382 c.[30]
- Петрик, А. М. «Світло та тіні» Першої республіки: Литовська держава у 1918—1940 роках. Херсон: Гілея, 2018.- 272 с.[31][32]
- Петрик, А. «Свет и тени» Первой республики: Литовское государство в 1918—1940 годах. Херсон, 2018.- 320 с.[33][34]

### Статті
- Петрик А. Участь «Союзу Литовських стрільців» («Шаулісс») у боротьбі за незалежність та соборність Литовської держави в 1919—1923 рр. / А. Петрик // Scriptorium nostrum. — 2016. — № 2. — С. 247—261[35].
- Петрик, А. М. Диктатор та інтелектуал: основні віхи життєвого шляху Антанаса Сметони / А. М. Петрик // Scriptorium nostrum. — 2017. — № 2 (8). — С. 333—370[36].
- Petryk, A. The Foreign policy of interwar Lithuania in the Ukrainian and Ukrainian-language press (1917—1939). Acta historica universitatis Klaipedensis, 2019.- Vol. 38. Pp. 77-101[37][38].
- Petryk, A. The Lithuanian Riflemen's Union and the Ukrainian Radical Liberation Movement in the Mirror of Ukrainian Historiography. Istorija. Lietuvos aukštųjų mokyklų mokslo darbai, 2019.- Vol. 116, 4. Pp.109–125[39][40].
- Йокубаускас Вітаутас, Петрик А. М. У пошуках союзників: українська тематика у військовій періодиці Литви 1920—1940 років. Військово-науковий вісник. Львів: Національна академія сухопутних військ імені гетьмана Петра Сагайдачного, 2021.- Вип. 35.- С. 142—169[41].
- Петрик, А. Спорт у міжвоєнній Латвії (1918—1940): огляд латвійської історіографії. Етнічна історія народів Європи. Київ: Київський національний університет імені Тараса Шевченка, 2023.- Вип.71.- С.95-107[42].
- Петрик, А. Військова історія міжвоєнної Литви (1918—1940) у світлі наукових досліджень вчених Клайпедського університету. Військово-науковий вісник. Львів: Національна академія сухопутних військ імені гетьмана Петра Сагайдачного, 2023.- Вип. 40.- С. 274—294[43].

### Суспільно-політичні та художні видання
- Петрик, А. Сни про Херсон. Харків: Фоліо, 2023.- 158 с.[44][45]
- Петрик, А. Його звуть Падре. Харків: Фоліо, 2023.- 208 с.[46]